# Ameixoeira
Pour la station de métro, voir Ameixoeira (métro de Lisbonne).
Ameixoeira est une ancienne freguesia de Lisbonne.